# Holstebro Tours 2025
Holstebro Tours 2025 var den første udgave af det danske etapeløb Holstebro Tours. Det blev afviklet over fire etaper fra 31. juli til 3. august 2025. Arrangørerne forventede 600-800 deltagere i de forskellige klasser, hvor A-klassen for herre og damer var de højeste. 
Første etape skulle køres på en 19,34 km lang rundstrækning med start og mål i Borbjerg. De tre sidste etaper havde start og mål ved Sir-Lyngbjerg Centret i Krunderup, hvor anden etape skulle køres på en 8,43 km lang rundstrækning nordøst for byen. 3. etape var på en 18,19 km rundstrækning rundt om Mangehøje Plantage. Ruten på den afsluttende enkeltstart var 18,1 km.

## Hold
| UCI Kontinentalhold (3)- ColoQuick - Team Give Steel-2M Cycling Elite - BHS-PL Beton Bornholm DCU Elite Teams (4)- Reffen Tscherning Elite Cycling - Team Cranks - Aalborg-Sparekassen Danmark - CeramicSpeed Aros Forsikring Herning CK Elite Regional- og klubhold (13)- Mölndals Cykelklubb - Holstebro Cykle Club - Torres-Sobato - Esbjerg Cykle Ring - Thy Cykle Ring - Fana IL - CK Ringen - Team LB Cycling - Hammel Cykle Klub - Herning Cykle Klub - ARBÖ MiKo PV ON-Fahrrad - Cycling Crew Szostak - Harburger RG |
| |

## Etaperne for herre elite
| Etape    | Dato     | Start – Mål           | type        | Afstand (km) | Elevation (m) | Etapevinder           | Førende rytter        |
| -------- | -------- | --------------------- | ----------- | ------------ | ------------- | --------------------- | --------------------- |
| 1. etape | 31. jul. | Borbjerg – Borbjerg   | flad etape  | 135,38       | 1.242 m       | Conrad Haugsted       | Conrad Haugsted       |
| 2. etape | 1. aug.  | Krunderup – Krunderup | flad etape  | 101,16       | 672 m         | Noah Wulff            | Noah Wulff            |
| 3. etape | 2. aug.  | Krunderup – Krunderup | flad etape  | 144,8        | 1.136 m       | Alfred Christensen    | Tobias Aagaard Hansen |
| 4. etape | 3. aug.  | Krunderup – Krunderup | enkeltstart | 11,98        | 97 m          | Tobias Aagaard Hansen | Tobias Aagaard Hansen |

### 1. etape
| Borbjerg - Borbjerg | flad etape | (135,38 km) |

| \| Etaperesultat \| Etaperesultat \| Etaperesultat \| Etaperesultat \| Etaperesultat \| \| Rytter \| Rytter \| Hold \| Tid \| \| \| ------------- \| ------------- \| ------------- \| ------------- \| ------------- \| |        |      |     |
| |        |      |     |
| |        |      |     |
| Etaperesultat |        |      |     |
| Rytter | Rytter | Hold | Tid |

| Pointkonkurrence | Pointkonkurrence | Pointkonkurrence | Pointkonkurrence | Pointkonkurrence |
| Rytter           | Rytter           | Hold             | Point            |                  |
| ---------------- | ---------------- | ---------------- | ---------------- | ---------------- |

### 2. etape
| Krunderup - Krunderup | flad etape | (101,16 km) |

| \| Etaperesultat \| Etaperesultat \| Etaperesultat \| Etaperesultat \| Etaperesultat \| \| Rytter \| Rytter \| Hold \| Tid \| \| \| ------------- \| ------------- \| ------------- \| ------------- \| ------------- \| |        |      |     |
| |        |      |     |
| |        |      |     |
| Etaperesultat |        |      |     |
| Rytter | Rytter | Hold | Tid |

| Pointkonkurrence | Pointkonkurrence | Pointkonkurrence | Pointkonkurrence | Pointkonkurrence |
| Rytter           | Rytter           | Hold             | Point            |                  |
| ---------------- | ---------------- | ---------------- | ---------------- | ---------------- |

### 3. etape
| Krunderup - Krunderup | flad etape | (144,8 km) |

| \| Etaperesultat \| Etaperesultat \| Etaperesultat \| Etaperesultat \| Etaperesultat \| \| Rytter \| Rytter \| Hold \| Tid \| \| \| ------------- \| ------------- \| ------------- \| ------------- \| ------------- \| |        |      |     |
| |        |      |     |
| |        |      |     |
| Etaperesultat |        |      |     |
| Rytter | Rytter | Hold | Tid |

| Pointkonkurrence | Pointkonkurrence | Pointkonkurrence | Pointkonkurrence | Pointkonkurrence |
| Rytter           | Rytter           | Hold             | Point            |                  |
| ---------------- | ---------------- | ---------------- | ---------------- | ---------------- |

### 4. etape - enkeltstart
| Krunderup - Krunderup | enkeltstart | (11,98 km) |

| \| Etaperesultat \| Etaperesultat \| Etaperesultat \| Etaperesultat \| Etaperesultat \| \| Rytter \| Rytter \| Hold \| Tid \| \| \| ------------- \| ------------- \| ------------- \| ------------- \| ------------- \| |        |      |     |
| |        |      |     |
| |        |      |     |
| Etaperesultat |        |      |     |
| Rytter | Rytter | Hold | Tid |

## Samlet resultat for herre elite
| Pointkonkurrence | Pointkonkurrence | Pointkonkurrence | Pointkonkurrence | Pointkonkurrence |
| Rytter           | Rytter           | Hold             | Point            |                  |
| ---------------- | ---------------- | ---------------- | ---------------- | ---------------- |

## Trøjernes fordeling gennem løbet
| Etape    |             | Vinder _              | Samlede stilling      | Bjergtrøje                |
| -------- | ----------- | --------------------- | --------------------- | ------------------------- |
| 1. etape | flad etape  | Conrad Haugsted       | Conrad Haugsted       | Peter Bheki Kring Laursen |
| 2. etape | flad etape  | Noah Wulff            | Noah Wulff            | Nils Lau Nyborg Broge     |
| 3. etape | flad etape  | Alfred Christensen    | Tobias Aagaard Hansen | Nils Lau Nyborg Broge     |
| 4. etape | enkeltstart | Tobias Aagaard Hansen | Tobias Aagaard Hansen | Nils Lau Nyborg Broge     |
| Samlet   | Samlet      |                       | Tobias Aagaard Hansen | Nils Lau Nyborg Broge     |